# Steropleurus obsoletus
Steropleurus obsoletus är en insektsart som först beskrevs av Bolívar, I. 1898.  Steropleurus obsoletus ingår i släktet Steropleurus och familjen vårtbitare. Inga underarter finns listade i Catalogue of Life.